# البراحه
البراحة (به عربی: البراحة) یک منطقهٔ مسکونی در امارات متحده عربی است که در دبی، امارات واقع شده‌است.